# Don Álvaro (kommunhuvudort)
Don Álvaro är en kommunhuvudort i Spanien.   Den ligger i provinsen Provincia de Badajoz och regionen Extremadura, i den centrala delen av landet, 280 km sydväst om huvudstaden Madrid. Don Álvaro ligger 264 meter över havet och antalet invånare är 625.
Terrängen runt Don Álvaro är huvudsakligen platt, men åt sydost är den kuperad. Terrängen runt Don Álvaro sluttar norrut. Runt Don Álvaro är det glesbefolkat, med 12 invånare per kvadratkilometer. Närmaste större samhälle är Mérida, 9,6 km nordväst om Don Álvaro. Trakten runt Don Álvaro består till största delen av jordbruksmark.